# Sullivan Arena
George M. Sullivan Arena, kallas enbart Sullivan Arena, är en inomhusarena i den amerikanska staden Anchorage i delstaten Alaska. Den har en publikkapacitet på mellan 6 290 och 8 935 åskådare beroende på arrangemang. Inomhusarenan ägs av staden Anchorage och underhålls av ASM Global. Sullivan Arena började byggas i augusti 1981 och invigdes den 8 februari 1983. Den användes som hemmaarena för Alaska Anchorage Seawolves (1983–2019), Anchorage Aces (1991–2003) och Alaska Aces (2003–2017).